# Bundesautobahn 555
Die Bundesautobahn 555 (Abkürzung: BAB 555) – Kurzform: Autobahn 555 (Abkürzung: A 555) – ist die älteste deutsche Autobahn. Sie verbindet seit ihrer Einweihung im Jahr 1932 die Städte Köln und Bonn, daher wird sie auch Köln-Bonner Autobahn genannt.

## Geschichte
Der Bau der ältesten deutschen Autobahn begann im Oktober 1928, ihre Einweihung durch den Kölner Oberbürgermeister Konrad Adenauer erfolgte am 6. August 1932. Deshalb ließ nicht – wie die spätere NS-Propaganda meldete – Adolf Hitler, sondern Adenauer die erste Autobahn bauen. Formal galt sie als „Kraftwagenstraße“ und hieß „Landstraße 185“ als südliche Verlängerung der Bonner Straße in Köln. Eine eigens hierfür in Kraft getretene „Polizeiverordnung über die Benutzung und den Ausbau an der Kraftwagenstraße Köln–Bonn“ vom 2. August 1932 bestimmte, dass die ursprünglich als vierspurige und kreuzungsfreie, 12 Meter breite und 18,5 Kilometer lange Straße nur dem Verkehr der Kraftwagen vorbehalten sein sollte. Sie regelte zudem, dass auf dieser Straße Wenden, Halten und Parken verboten war.
Das Projekt wurde von Adenauer angeregt, der nach Abschluss der Arbeiten am Kölner Grüngürtel ein Anschlussprojekt zur Arbeitsbeschaffung für den Kölner Raum suchte. Verantwortlich war die Provinzialverwaltung der Rheinprovinz in Düsseldorf unter dem Landeshauptmann Johannes Horion aus Sinnersdorf bei Köln. Bei der Ausschreibung des Projektes wurde ausdrücklich darauf hingewiesen, dass Bagger und andere Großgeräte nicht erlaubt seien. Insgesamt wurden für diese Notstandsarbeit 5540 Notstandsarbeiter von den lokalen Arbeitsämtern vermittelt. Dazu gab es auch Zuschüsse der Reichsregierung in Berlin.
Sie ist die erste unter dieser Bezeichnung eröffnete deutsche Autobahn, während die etwa zwanzig Jahre früher geplante, etwa elf Jahre früher eröffnete kreuzungsfreie Straße mit getrennten Fahrbahnen und zwei Fahrstreifen pro Richtung im Berliner Grunewald als Automobil-Verkehrs- und Übungsstraße (AVUS) bezeichnet wurde.
Im Jahre 1932 galt die Straße mit einem Verkehrsaufkommen von rund 3.000 Kraftwagen täglich als die verkehrsreichste Straße im Deutschen Reich. Die Baukosten lagen bei rund 8,6 Millionen Reichsmark und sie verhalf als Arbeitsbeschaffungsmaßnahme im „Freiwilligen Arbeitsdienst“ ab Herbst 1931 vielen bis dato Erwerbslosen zu Arbeit und Brot.
Die „kreuzungsfreie Kraftfahr-Straße“ (so die offizielle Bezeichnung) wurde ein halbes Jahr nach Eröffnung von den inzwischen regierenden Nationalsozialisten zur Landstraße herabgestuft. Sie war in dieser Zeit Teil der Trasse der Reichsstraße 9. Erst ab dem 1. April 1958 wurde sie zu einer Bundesautobahn erklärt. Die Herabstufung hatte propagandistische Gründe. So behaupteten die Nationalsozialisten, dass Autobahnen „einmalig in der Welt“ und „Beton gewordener Wille eines Mannes“ seien. Hombach und Telgenbüscher weisen jedoch darauf hin, dass seit 1924 die erste reine Autostraße Mailand mit den norditalienischen Seen verbinde. Beide schreiben zudem in Hinblick auf die Reichsautobahnen im Allgemeinen und die Reichsautobahn Köln–Bonn im Speziellen: „Um die Schnellwege dennoch als eigene Idee verkaufen zu können, stufen die Nationalsozialisten die 18 Kilometer lange Strecke zwischen Bonn und Köln kurzerhand als Landstraße zurück.“

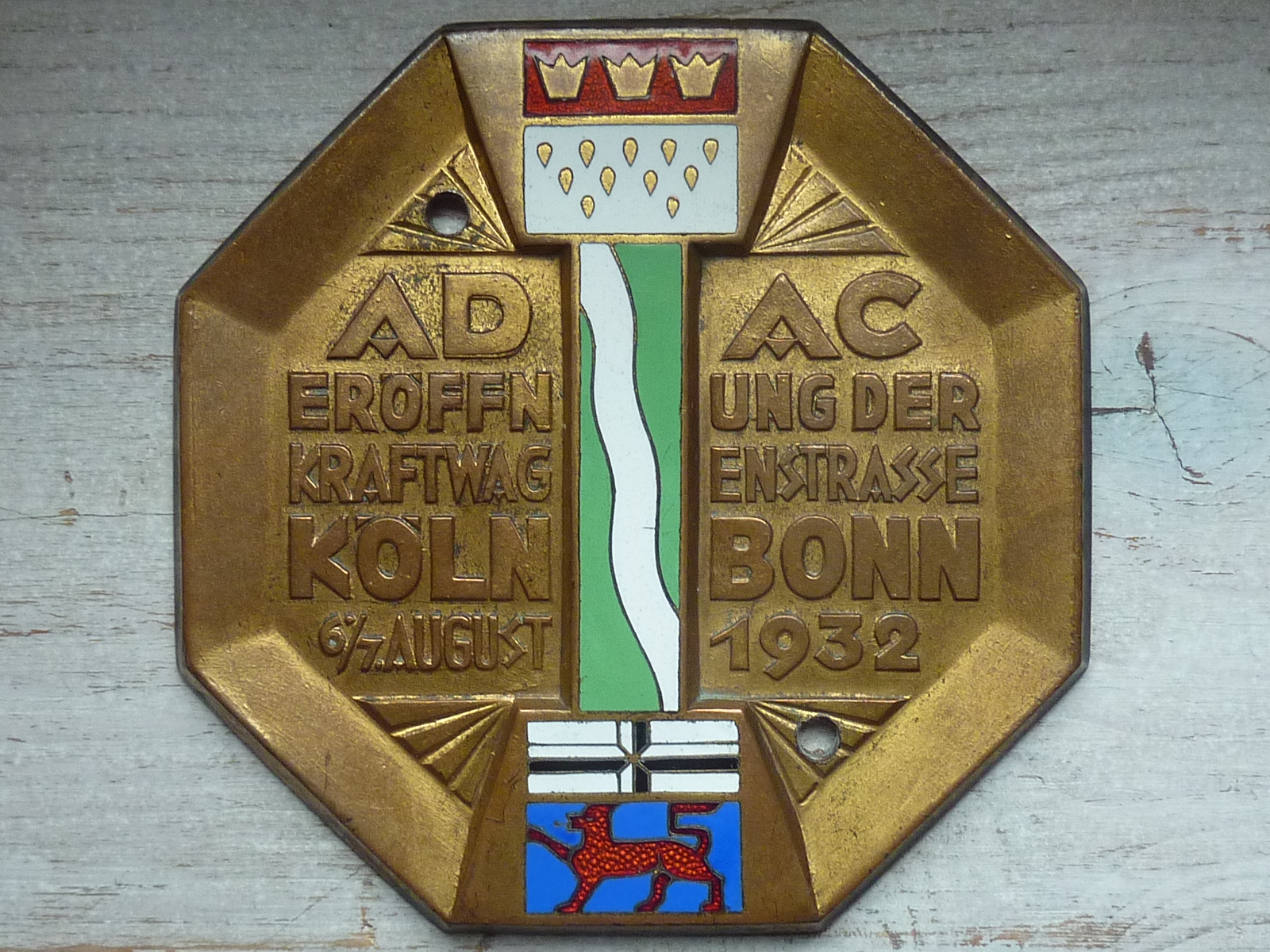
ADAC-Medaille anlässlich der Eröffnung im August 1932

Bis zu ihrer Erweiterung auf drei Streifen je Fahrtrichtung zwischen 1964 und 1966 (Planfeststellungsbeschluss vom 6. April 1964) besaß sie keine bauliche Trennung der Richtungsfahrbahnen (mit der unten beschriebenen Ausnahme). Die beiden Fahrbahnen wurden nur durch einen breiten farblich hervorgehobenen Mittelstreifen getrennt. An Anfang und Ende befindet sich jeweils ein großer Kreisverkehr. Die Straße war auf Geschwindigkeiten bis zu 120 km/h ausgelegt, die damals nur von den wenigsten Kraftfahrzeugen erreicht wurden. Zur Einweihung durch Konrad Adenauer am 6. August 1932 hatte der ADAC eine Sternfahrt zum Kölner Verteilerkreis organisiert. Wer an der Eröffnungsfahrt teilnehmen wollte, musste fünf Reichsmark (heute inflationsbereinigt etwa 27 €) bezahlen. 2.000 Autofahrer nahmen teil. Der normale Verkehr war erst ab 8. August zugelassen. Die Strecke wurde gut angenommen. Im ersten Jahr nach Eröffnung befuhren täglich etwa 4.000 Fahrzeuge die Straße. Heute sind es an Werktagen durchschnittlich rund 80.500 Kraftfahrzeuge.
Bis Mitte der 1940er Jahre verlief die A555 auf ganzer Strecke parallel zur alten Reichsstraße 9 (Köln-Bonner Landstraße, später Bundesstraße 9). Als Anfang der 1940er Jahre das Autobahnkreuz Köln-Süd gebaut wurde, war die alte Streckenführung der Landstraße dort nicht mehr möglich. Auf sie verzichten wollte man auch nicht. Sie wurde daher auf rund 2,5 km, ausgehend vom Verteiler Köln, zwischen die Richtungsfahrbahnen der A555 gelegt. Damit hatte man eine einmalige Autobahnkonstruktion aus drei getrennten Fahrbahnen südlich des Verteilers im Grüngürtel: Eine Fahrbahn für alle Fahrzeuge, Fuhrwerke und Fußgänger aus und nach Godorf, die durch einen Tunnel auf Höhe der heutigen Abfahrt Rodenkirchen mit der heutigen L186 verbunden war, sowie seitlich davon je eine nur für den motorisierten Verkehr nach Süden sowie den von Süden. Von diesem Sonderstreifen in der Mitte machten auch Autofahrer Gebrauch, welche nur nach Hahnwald wollten. Es gab bis 1964 nämlich nur eine einzige Ausfahrt-/Einfahrtmöglichkeit im ferneren Wesseling. Mit dem Ausbau der A555 Mitte der 1960er Jahre wurde die eingebettete Landstraße stillgelegt und teilweise beseitigt.
Zweimal, 1948 und 1949, waren Teile der A555 und A4 Austragungsort für das Auto- und Motorradrennen Kölner Kurs, welches heute unter diesem historischen Namen im Rahmen einer Oldtimer-Veranstaltung auf dem Nürburgring ausgetragen wird. Bei den Rennen 1948 und 1949 wurde die Landstraßenspur auf Höhe des Autobahnkreuzes für Tribünen genutzt.
Bis 1974 trug die Autobahn die Bezeichnung „A 72“. Da im Juni 1974 die systematische Nummerierung aller Autobahnen in ein-, zwei- und dreistellige Zahlen für bundesweite, landesweite und regionale Verbindungen und gerade Zahlen für Ost-West- und ungerade für Nord-Süd-Streckenführung geändert wurde, erhielt die Köln-Bonner Autobahn mit „A 555“ eine ungerade und dreistellige Nummer.
Mehrfach wurde die Straße zu Testzwecken benutzt: In den 1930er Jahren wurden unterschiedliche Lampentypen installiert, um verschiedene Modelle hinsichtlich der Blendwirkung für die Autofahrer zu erproben. In den 1990er Jahren wurde auf der A 555 ein Feldversuch zur automatischen Erhebung von Autobahn-Benutzungsgebühren (Maut) durchgeführt.
Bis Ende November 2009 war die Strecke auf einem sechs Kilometer langen Teilstück zwischen Godorf und Wesseling beleuchtet. Nachdem die 600 Leuchten, die an 170 Masten befestigt waren, aus Altersgründen eines Austauschs bedurft hätten, wurde die Anlage zunächst probehalber, dann endgültig abgeschaltet, und schließlich im Januar 2014 demontiert.
Auf diesem Teilstück befindet sich beidseitig der Fahrbahn das Raffinerie-Gelände der ehemaligen Rheinischen Olefinwerke, heute eine Betriebsstätte der Lyondellbasell.

## Heutige Gestalt

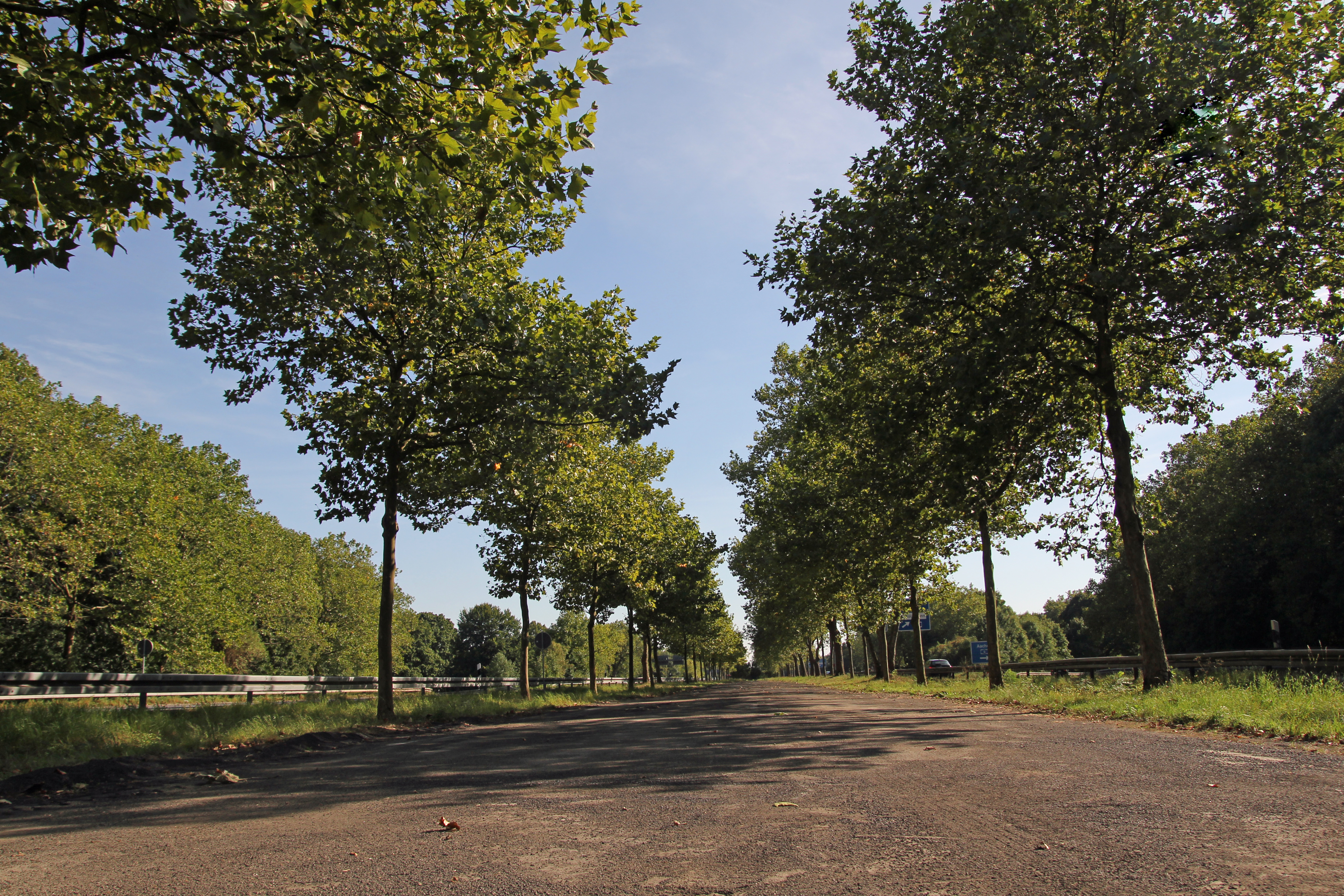
Im Abschnitt unmittelbar hinter dem Beginn der A 555 in Köln zwischen Verteilerkreis und A 4 befindet sich ein kurzes Stück der Fahrbahn der alten Bonner Landstraße

Die A 555 verläuft zwischen dem Verteilerkreis Köln (ugs.: Bonner Verteiler oder Süd-Verteiler) und Verteilerkreis Bonn (ugs.: Kölner Verteiler, Nord-Verteiler oder ebenfalls Bonner Verteiler; offiziell: Potsdamer Platz). Sie führt in Köln vorbei an den Orten  Rondorf,  Hahnwald und  Godorf und danach über Wesseling und Bornheim nach Bonn. Sie ist heute über die Autobahnkreuze Köln Süd und Bonn-Nord an das Autobahnnetz angeschlossen. Ihr Verlauf ist relativ eben und im Vergleich zu anderen Autobahnen der Region sehr gerade. Das verführt dazu, schnell zu fahren. Die einzige bemerkenswerte Kurve bei Wesseling verfügt über eine deutliche Querneigung. Bis 2004 verfügte sie, abgesehen von Bremstrichtern an den Enden, über keinerlei Geschwindigkeitsbegrenzung. Seither wird die Möglichkeit zum schnellen Fahren durch ein lärmschutzbedingtes Tempolimit bei Bonn-Tannenbusch/Buschdorf und bei Wesseling deutlich eingeschränkt.
Ursprünglich sollte sie in den 1960er Jahren als Kölner Stadtautobahn bis zur Neustadt geführt werden, um dort an ein heute als Kreisstraße 4 gewidmetes Teilstück der A 57 angeschlossen zu werden.
Zwischen Wesseling und Bornheim befindet sich im Bereich des Waldes Eichkamp ein ehemaliger Rasthof, der den Namen Im Eichkamp trug. Heute befindet sich auf dem Gelände ein Verkehrssicherheitszentrum des TÜV Rheinland. Die Richtungsfahrbahn Bonn ist bis heute an das Gelände angeschlossen. In Gegenrichtung wurde jedoch eine durchgehende Leitplanke installiert. Auch Feldversuche für die Lkw-Maut wurden teilweise auf dem Rasthof-Gelände durchgeführt.
2003 wurde die neue Anschlussstelle Bornheim (Rheinland) gebaut und freigegeben, um in Verbindung mit mehreren Umgehungsstraßen das Straßennetz im Bonner Westen (insbesondere die Ortsdurchfahrten von Duisdorf, Lessenich/Meßdorf und Dransdorf) zu entlasten und das Vorgebirge bei Bornheim und Alfter an die Autobahn anzubinden.
Seit Ende 2007 findet auf der alten Maut-Teststrecke wieder ein neuer Feldversuch mit der nächsten Generation der Mauterfassungssysteme statt. Die Aufbauten sind deutlich kleiner, dabei ist aber die Bilderfassung größer geworden.
Im Durchschnitt wird sie täglich von 71.000 Kraftfahrzeugen genutzt, an Werktagen sind es durchschnittlich 80.500 täglich.

## „Diplomatenrennbahn“
Im Kölner Raum wird die A 555 bis heute mit dem Beinamen Diplomatenrennbahn versehen: Da es zur Zeit der Bonner Republik auf der A 555 keine Geschwindigkeitsbegrenzungen gab, konnten Regierungsbeamte, die in Köln wohnten, mit hohen Geschwindigkeiten zur Arbeit in die damalige Bundeshauptstadt Bonn gelangen. Zudem sollen ausländische Diplomaten und Staatsbesucher bei ihren Aufenthalten in der damaligen Hauptstadt Bonn mit ihren Limousinen den Weg nach Köln und zurück mit Höchstgeschwindigkeit zurückgelegt haben. Begünstigt wurde die Entstehung dieses Spitznamens durch die hohen Motorleistungen der Regierungsfahrzeuge und den geringen Lkw-Anteil auf der Städteverbindung.
In Bonn wird der Begriff Diplomatenrennbahn auch für die B 9 verwendet, die das damalige Regierungsviertel mit der Innenstadt zur einen und die Diplomatenstadt Bad Godesberg zur anderen Seite verband.

## Kunst an der Autobahn
Der Künstler Lutz Fritsch installierte am 12. und 13. September 2008 an den Endpunkten der Autobahn jeweils eine rote Stahl-Stele, um  Bonn und Köln in einen künstlerischen Dialog zu bringen.
Die Stele am Kölner Verteilerkreis wurde am 12., die Stele am Potsdamer Platz in Bonn am 13. September 2008 aufgestellt. Sie sind jeweils 50 Meter hoch, 48 Tonnen schwer und haben einen Durchmesser von 90 Zentimetern.

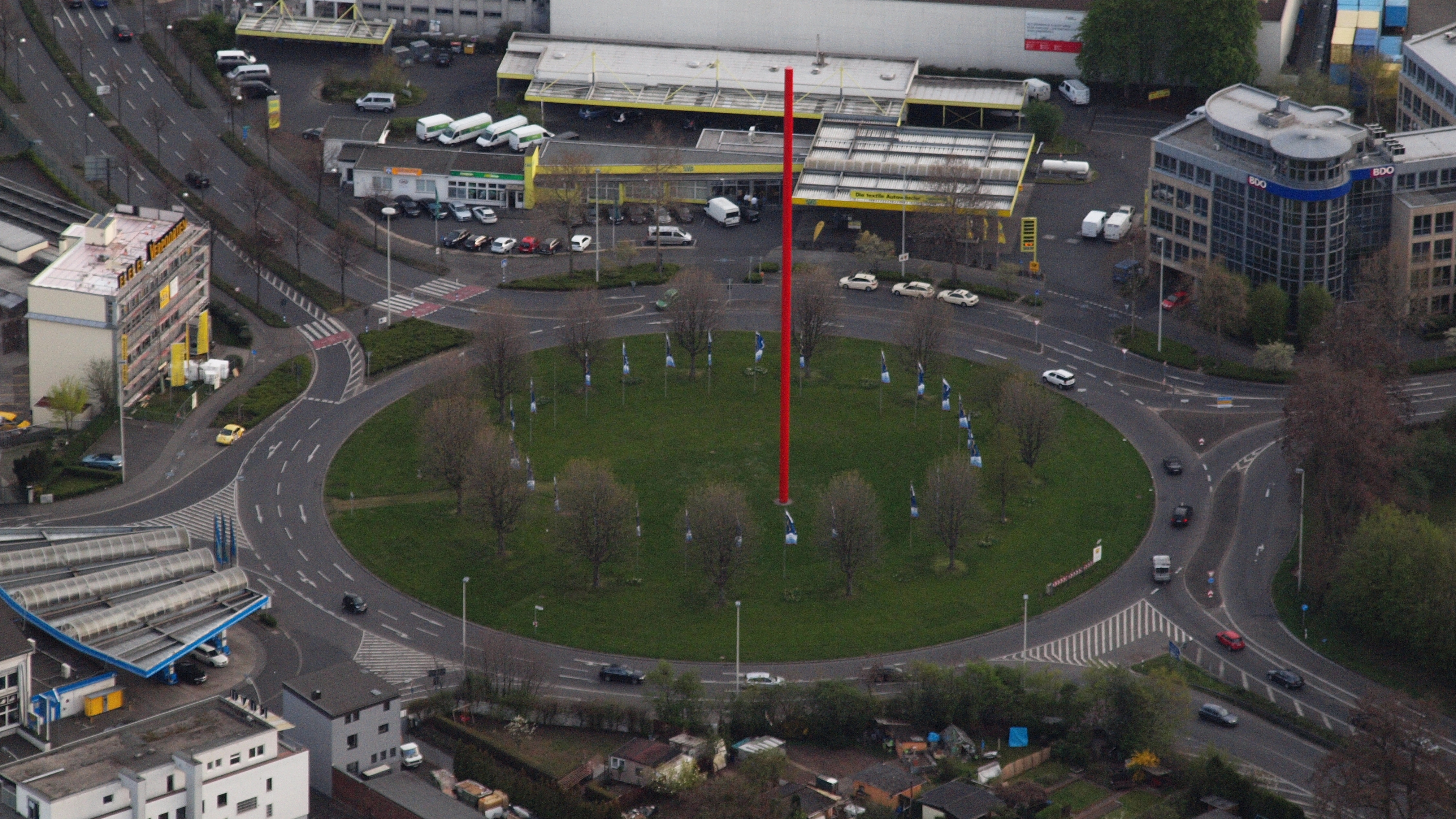
Bonn, Potsdamer Platz. Die A555 zweigt nach vorne rechts ab.